# NGC 5341
NGC 5341 (również PGC 49285 lub UGC 8792) – galaktyka spiralna z poprzeczką (SBd), znajdująca się w gwiazdozbiorze Psów Gończych. Odkrył ją 24 marca 1857 roku R.J. Mitchell – asystent Williama Parsonsa. Jest zaliczana do radiogalaktyk.